# 怒蛇
怒蛇（一作木什胡什；英语：Mušḫuššu，sirrušu，sirrush）是巴比伦城的伊什塔爾城門的浅浮雕上描绘的一种生物。这些浮雕从公元前六世纪起就装饰在城墙上。怒蛇的形象是由若干种真实生物组合而成。头、颈、身躯以蛇鳞覆盖，四肢则是前足为狮足，后足为鹰足；头部生角、有冠，舌头如蛇一般分叉，颈部修长；尾巴细长，末端为蝎子尾巴的蝎针。
“Muš-ḫuššu”一詞是阿卡德语，可粗略譯作“大蛇”；根據《阿卡德語簡明辭典》（A concise dictionary of Akkadian），“Muš-ḫuššu”解作「蛇龍」（serpent-dragon）；而别称“sir-ruššu”则出于早期亚述学研究者的錯誤音译。

## 起源

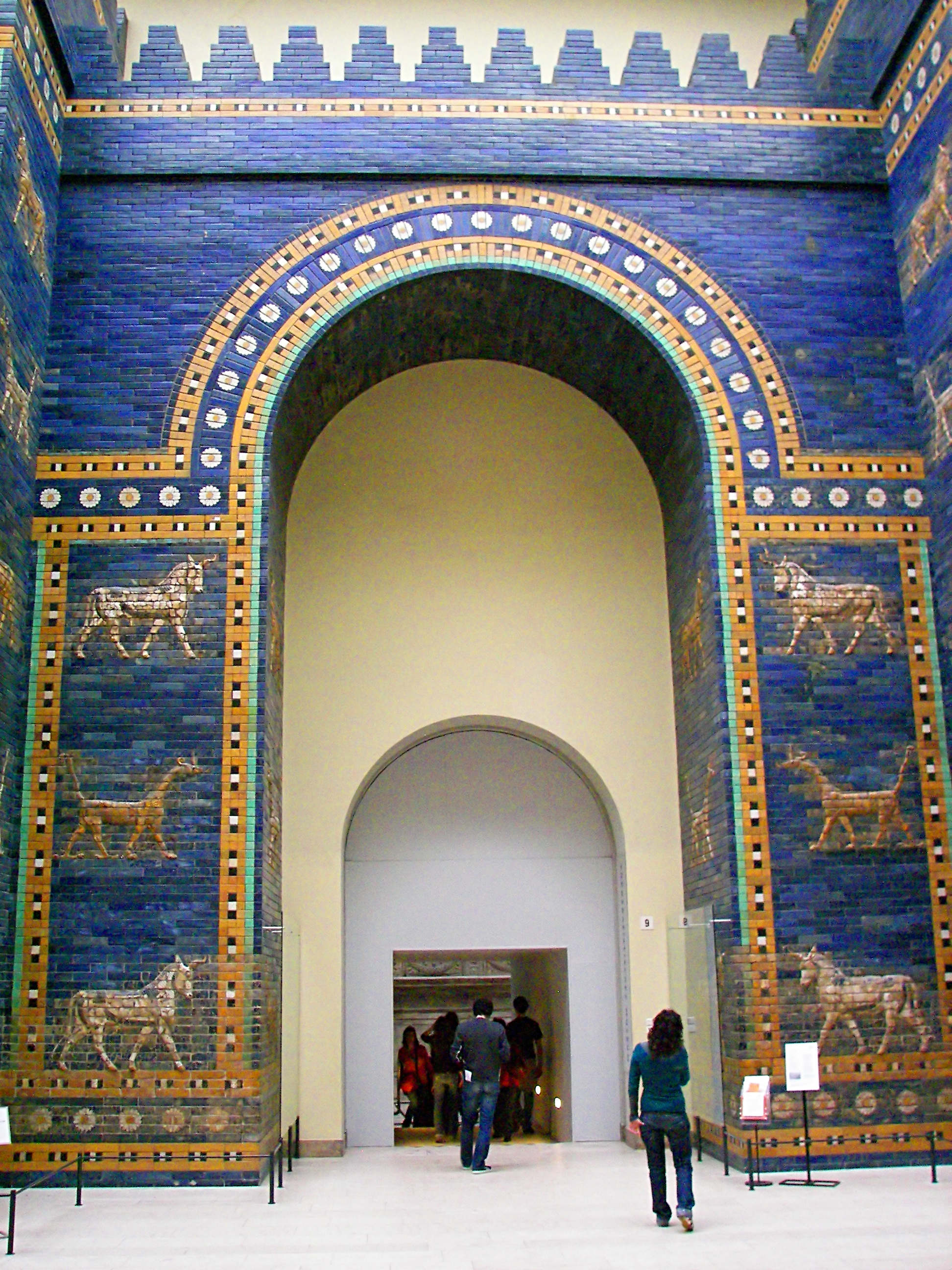
伊什塔尔城门

在古巴比伦神话中，怒蛇出现在创世神话里，是混沌母神迪亚马特创造出来的怪物之一，用来与主神马尔杜克战斗。
怒蛇是希腊神话中的九头蛇许德拉的原型，而许德拉也是天文学中的长蛇座取名的来源。
在《圣经》次经的但以理书补篇第三：彼勒与大龙中，提到的大龙，可能是怒蛇, 因为文中提到的“王”是指尼布甲尼撒，新巴比伦国王。在补篇中提到的彼勒是尼布甲尼撒时代崇拜的神，而大龙是巴比伦人所崇拜的。

## 神秘动物学的研究
于1902年发现伊什塔尔城门的德国考古学家罗伯特·科尔德威（Robert Koldewey）斷定，城门上怒蛇的形象是对某种真实存在的动物的描绘。他的论据是：幾個世紀以來，巴比伦文化中有關怒蛇的描绘都没有明显的变化，但其他神话生物卻隨時間而改变，有些更改變得很徹底。他亦指出，伊斯塔尔城门旁邊通道上所刻的浮雕都是实際存在的动物，如原牛、狮子，因此他猜测，怒蛇是古巴比伦人所熟悉的动物。然而，浮雕中怒蛇的前足具有明显的猫科动物的特征，这使得科尔德威的猜测存在疑点。儘管如此，科尔德威仍然在1918年發表文章，指禽龙（一种后肢有禽类特征的恐龙）是最接近怒蛇形象的生物。
有“神秘生物学之父”之称的伯纳德·霍伊维尔曼（Bernard Heuvelmans）曾以神秘生物学的角度著書研究怒蛇這種傳說生物。。